# Sentinella (F 598)
La nave Sentinella, contrassegnata dalla sigla F 598, è stata una unità della Marina Militare italiana che ha cambiato più volte nome, classificazione e sigla durante la sua vita operativa.

## Servizio

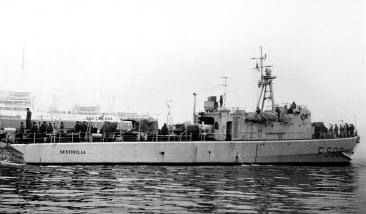
La nave il 30 settembre 1956

La sua costruzione è avvenuta nel cantiere navale di Monfalcone negli stabilimenti dei Cantieri Riuniti dell'Adriatico. La nave al momento dell'ordine era classificata Vedetta antisommergibile, con la sigla VAS 470, ma prima che la sua costruzione venisse avviata, venne riclassificata pattugliatore e ribattezzata Sentinella, con la sigla P 470 che in fase di costruzione venne poi cambiata con la sigla P 499. L'unità venne impostata sugli scali il 21 gennaio 1954, varata il 13 novembre 1955 e consegnata alla Marina Militare il 20 settembre 1956, ma già pochi giorni dopo il 29 settembre, venne riclassificata corvetta antisommergibile con il nuovo distintivo ottico F 598.
L'apparato motore era costituito da quattro motori diesel, la cui potenza totale era di 10000 CV che consentiva all'unità di raggiungere la velocità di 28 nodi.

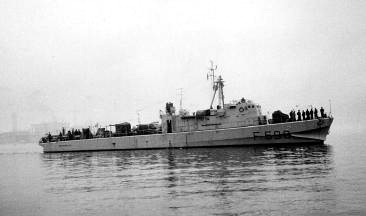
Altra immagine della Sentinella vista da prua

L'armamento originario era costituito da un impianti binato 40/56mm, un porcospino, due lanciamombe Menon '54, uno scaricabombe per nove bombe antisommergibile sul lato sinistro ad estrema poppa e due lanciasiluri a slitta da 450mm, lanciabili ad estrema poppa.
Lo scafo, molto simile a quello della motocannoniera convertibile Folgore (4902), aveva all'estrema poppa una struttura “a sbalzo” e le due unità furono caratterizzate dal comune problema progettuale, non completamente risolto, che era la tendenza ad alta velocità di alzare troppo la prora con conseguente perdita di velocità per l'eccessivo sforzo. Altro problema che venne evidenziato alle prime prove di alta velocità erano i violenti spruzzi che s'infrangevano in plancia, che venne rimediato proteggendo la plancia con un parabrezza in plexiglas e dotando la prora con un paraspruzzi, mentre per eliminare la tendenza a sollevare la prua ad alta velocità, diversamente dalla la motocannoniera, che ebbe un prolungamento verso poppa della sola opera viva, la corvetta ebbe un prolungamento verso poppa della sola opera morta, ma nessuna delle due soluzioni fu considerato soddisfacente.
Nel 1960 la nave venne avviata a lavori di trasformazione all'Arsenale di Taranto, nel corso dei quali gli inconvenienti che si erano manifestati nei primi anni di servizio vennero completamente eliminati, con la prora completamente ricostruita, dall'altezza del porcospino, l'eliminazione del paraspruzzi e la modifica dell'estrema poppa con l'eliminazione della struttura a sbalzo e l'adozione di uno specchio di poppa
leggermente arcuato. La lunghezza venne aumentata a 51,10 metri e il dislocamento raggiunse 344 tonnellate, e lo spazio disponibile utilizzato per due casse di nafta supplementari. Nel corso dei lavori vennero sostituiti i motori tipo MB 511 da 2.500 hp con i nuovi motori tipo MB 518 da 3.000 hp, con incremento della potenza massima disponibile di 2.000 hp ed un aumento della velocità che raggiungeva i 30 nodi.

### Fulmine
Al termine dei lavori la nave, riclassificata motocannoniera, rientrò in servizio il 1º maggio 1965 con la sigla P 499 e venne ribattezzata Fulmine il 1º settembre successivo. Il suo equipaggio era composto da 70 componenti.
Nel corso della sua attività operativa il principale impiego operativo fu la vigilanza pesca nel Canale di Sicilia e nel Mar Adriatico, ma l'unità venne anche impiegata in molte esercitazioni insieme alle unità d'altura della Squadra Navale.
L'unità dopo essere stata trasformata in motocannoniera è stata anche utilizzate per la sperimentazione del primo esemplare di cannone da 76/62 mm "Compatto".
La nave venne posta in disarmo il 1º maggio 1970.

## Nome
Il nome Sentinella è stato ereditato da un pattugliatore della Classe Esploratore in servizio nel X Gruppo Navale nel Mar Rosso.
Il nome Fulmine in precedenza nella Regia Marina apparteneva ad un cacciatorpediniere della Classe Folgore affondato nel corso della seconda guerra mondiale.